# 古玉

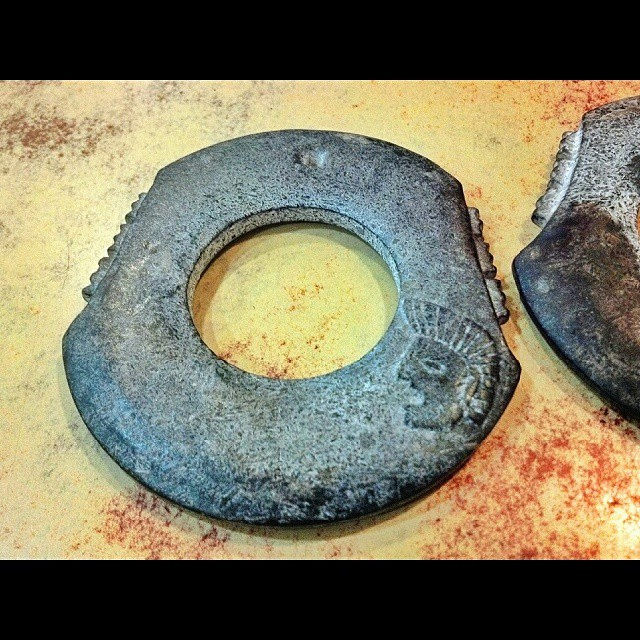
古玉の一例

古玉（こぎょく）とは翡翠などの玉で作られた中国の工芸品のうち、一般に、秦および漢より前に作られた物をいい、古い物は興隆窪文化や紅山文化など新石器時代にまで遡る。動物や人間、竜などの神格や、雷紋などの呪術的なシンボルを象った物が多く、宗教的な意味合いが深い物であったと考えられている。
材質は主に軟玉（ネフライト）である場合が多いが、硬玉（ジェダイト）や滑石、瑪瑙なども使われた。

## 倣古玉
玉が宗教的な意味を持っていた本来の時代のデザインに倣って、後世において蒐集を目的として作られた工芸品を倣古玉と呼ぶ。倣古玉が作られた歴史は14世紀、明の時代にまで遡り、それ自体が十分古い物であることもある。
一般に、玉の原石を彫刻した後、土中に埋めたり薬品で処理するなどして時代を偽る工夫がされている。精巧に作られた倣古玉の中には、本物の古玉と鑑定が難しい物も少なくない。
現在では、市場に出回っている古玉の9割が倣古玉であると言われている。